# Сапега, Казимир Нестор
Князь Казимир Нестор Сапега (пол. Kazimierz Nestor Sapieha, 14 февраля 1757, Брест — 25 мая 1798, Вена) — государственный и военный деятель Великого княжества Литовского, полковник литовский артиллерии (1772), генерал литовской артиллерии (1773—1793), член Постоянного Совета (1778), староста брестский (с 1783 года). Маршалок литовской конфедерации (1788—1792) на Четырёхлетнем сейме.

## Биография
Представитель знатного литовского магнатского рода Сапег герба «Лис». Единственный сын генерал-майора польской армии Яна Сапеги (ум. 1757) и Эльжбеты Браницкой (1734—1800), дочери каштеляна брацлавского Петра Браницкого и Валерии Шембек. Эльжбета Браницкая была одной из первых любовниц польского короля Станислава Августа Понятовского.
Его отец Ян Сапега скончался через 8 месяцев после рождения Казимира Нестора. Его воспитанием занимались мать Эльжбета и дядя Франтишек Ксаверий Браницкий. В 1767—1772 годах учился в Варшавской рыцарской школе (кадетском корпусе), позднее продолжил обучение в военных академиях в Турине, Париже и Страсбурге.
11 марта 1772 года Казимир Нестор Сапега получил чин полковника артиллерии ВКЛ. 28 апреля 1773 года при содействии своего дяди, великого гетмана коронного Франциска Ксаверий Браницкого, получил чин генерала литовской артиллерии.
В 1773—1776 годах путешествовал по европейским странам. Во Франции изучал артиллерийское дело, право и философию. В 1776 году по приказу своего дяди вернулся в Речь Посполитую, хотя сам признавал, что не закончил своё образование. Во время заграничного путешествия вёл дневник. Был избран одним из шести командором Мальтийского ордена.
13 декабря 1776 года стал кавалером Ордена Святого Станислава. В том же году безуспешно пытался избраться на сейм от Слонимского повета.
В 1778 году при поддержке польского короля Казимир Нестор Сапега был избран послом на сейм от Берестейского повета. На этом сейме был избран депутатом в военный департамент Постоянного Совета. 1 января 1779 года стал кавалером Ордена Белого Орла.
С 1775 года являлся активным членом масонских лож.
В 1780 году Казимир Нестор Сапега был вторично избран послом на сейм, на котором при поддержке короля выставил свою кандидатуру на должность маршалка Постоянного совета, но проиграл князю Станиславу Понятовскому.
В 1784 году был в третий раз избран послом на сейм от Берестейского повета, где стал одним из руководителей оппозиционной партии. В 1786 году действовал на сейме в том же качестве. Ещё больше укрепил свои позиции, как руководитель парламентской оппозиции против короля Станислава Августа, действуя вместе с Франциском Ксаверием Браницким и Станиславом Шенсным Потоцким.
В 1788 году Казимир Нестор Сапега был избран послом от Берестейского повета на Четырёхлетний сейм. 7 октября его избрали маршалком конфедерации Великого княжества Литовского на сейме. Как литовский маршалок руководил работой сейма вместе с коронным маршалком Станиславом Малаховским, а также собирал у себя дома литовские провинциальные сессии для обсуждения позиции шляхты ВКЛ на сейме.
Стал рекордсменом по выступлению на сейме. За четыре года работы «Великого» сейма (1788—1792) он просил слова 760 раз. Имел хорошие ораторские способности. На заседания ходил в традиционной одежде, отбросил все новые французские обычаи, за свои деньги нанял арбитров, которые с балкона наблюдали за заседаниями и поддерживали выступления Сапеги.
Вначале Казимир Нестор Сапега входил в лагерь гетманской оппозиции, во главе которой находился великий гетман коронный Франтишек Ксаверий Браницкий, выступал против ликвидации Постоянного Совета, критиковал польского короля и пропрусскую позицию «патриотов».
В 1790 году Казимир Нестор Сапега активно выступал против наследования польского трона и ограничения избирательного права обедневшей шляхты. Однако постепенно он стал все плотнее сотрудничать с польским королём и патриотической партией. В 1791 году стал одним из создателей новой конституции Речи Посполитой. Казимир Нестор Сапега всегда активно выступал в защиту прерогатив Великого княжества Литовского в составе Речи Посполитой.
В 1792 году Казимир Нестор Сапега выступал против Тарговицкой конфедерации, за продолжение войны с Россией и против присоединения польского короля Станислава Августа Понятовского к конфедерации. После победы русской армии и Тарговицкой конфедерации Казимир Нестор Сапега уехал в эмиграцию.
В 1794 году Казимир Нестор Сапега вернулся на родину и принял участие в организации польского восстания под руководством Тадеуша Костюшко. В начале восстания руководил мобилизацией во Львове, Люблине и Бресте, но при этом отказался возглавить повстанческое движение на территории Великого княжества Литовского. В чине артиллерийского капитана участвовал в военных действиях против русских войск. 11 августа 1794 года проявил мужество во время обороны Вильно, когда артиллерийская батарея по его командованием обороняла Зелёный мост и вынудила противника отступить. После поражения восстания эмигрировал в Австрию. В 1795—1798 годах Казимир Нестор Сапега проживал в Вене, где 25 мая и скончался.
Современники вспоминали о Казимире Несторе Сапеге как о болтуне и пьянице, насмехались над его высокомерием и патентом генерала артиллерии, который он получил в 16 лет. Его обвиняли в том, что он использовал государственные деньги на свои нужды. Однако при этом Казимир Нестор Сапега пользовался большим уважением среди мелкой шляхты за своё ораторское мастерство, искренность и патриотизм, особенно в вопросах автономии Великого княжества Литовского.

## Семья
В 1784 году женился на Анне Цетнер (ум. 1814), вдове маршалка великого литовского, князя Юзефа Паулина Сангушко (1740—1781). В том же году супруги развелись. До 1788 года продолжался судебный процесс по разделу имущества. Больше не женился и детей не имел.